# ENLACE (prueba)
La Evaluación Nacional de Logros Académicos en Centros Escolares (ENLACE), fue un examen que se pretendió realizar cada año en México por la Secretaria de Educación Pública (SEP) a todas las escuelas públicas y privadas de nivel básico, incluyendo la educación media superior, para conocer el nivel de desempeño en las materias de español y matemáticas.
Han existido importantes resistencias a la aplicación de este examen y opiniones de intelectuales respecto de las fallas que esta tuvo en su tiempo.
A partir del 2008 se dio a conocer la asignatura de Ciencias Naturales, cambiando la tercera asignatura cada año hasta el 2013. Está prueba tiene paralelismos importantes con la prueba Impulso Generacional (IMGE) la cual es una aplicación complementaria para evaluar y diagnósticar a los jóvenes estudiantes del sector básico y nivel medio superior la cual comenzó en 2023 llevándose a cabo primero en las instituciones del centro del país, realizada en conjunto con la empresa FOLIES.
.

## Características
La prueba ENLACE se pretendió aplicar en todas las escuelas de Educación Básica (Primarias y Secundarias) del país para obtener información diagnóstica del nivel de logro académico que los alumnos han adquirido en temas y contenidos vinculados con los planes y programas de estudio vigentes.
La SEP apunta a atributos técnicos de ENLACE garantizan la confiabilidad y comparabilidad de sus resultados aún en situaciones extraordinarias, como la que se enfrentó en la aplicación 2009 con la aparición del virus de Influenza A (H1N1) y la implementación de medidas para prevenir su propagación entre las comunidades escolares; sin embargo existen también voces que apuntan en un sentido contrario.
ENLACE contribuyó a mejorar la calidad de la educación, aportando insumos sólidos para la implementación de políticas públicas efectivas,  para la planeación de la enseñanza en el aula, para la revisión de los requerimientos específicos de capacitación de docentes y directivos escolares y para el involucramiento de los padres de familia en las tareas educativas, entre otras acciones.

## Próximas materias  a evaluar
A partir del 2008, como ya se había dicho, se empezó a evaluar una materia adicional, además de Español y Matemáticas, y se introdujo la materia de Ciencias Naturales en esta prueba. En 2009 se aplicó la materia de Formación Cívica y Ética, en 2010 Historia, en 2011 Geografía y últimamente, en 2012, de nueva cuenta, Ciencias Naturales. En este año, 2013, se aplicó Formación Cívica y Ética. Debido a la reforma educativa del 2014 la prueba ENLACE ya no volvió aplicarse siendo sustituida por la prueba PLANEA.

## Observaciones y acotaciones realizadas
Una de las más importantes observaciones que se han hecho es respecto de la  que el esquema de medición cualitativo es el mismo para cada uno de los estados, creando esto una falsa ilusión naturales características heterogéneas de la población mexicana.